# Danh sách câu lạc bộ bóng đá ở Burkina Faso
Đây là danh sách các câu lạc bộ bóng đá ở Burkina Faso.
Về danh sách đầy đủ, xem Thể loại:Câu lạc bộ bóng đá Burkina Faso

## A
- AS Maya
- ASEC Koudougou
- ASFA Yennenga

## B
- Bobo
- Bobo Sport
- Bouloumpoukou FC

## C
- Commune FC

## E
- Étoile Filante de Ouagadougou

## J
- Jeunesse Club de Bobo Dioulasso

## M
- Majestic FC

## R
- RC Bobo
- Rail Club du Kadiogo

## S
- Santos FC (Ouagadougou)
- Silures Bobo-Dioulasso
- Sonabel
- Sourou Sport de Tougan

## U
- USCO Banfora
- US Ouagadougou
- Union Sportive des Forces Armées
- US FRAN
- US Yatenga